# Passaporte iugoslavo
O passaporte iugoslavo foi emitido para cidadãos da Iugoslávia para viagens internacionais. O passaporte da República Socialista Federativa da Iugoslávia foi descrito como altamente considerado e que com ele os imigrantes conseguiram encontrar empregos entre empresas europeias que comercializavam com o Oriente e outros países.  Também foi descrito como "um dos mais convenientes do mundo, pois era um dos poucos com os quais uma pessoa podia viajar livremente pelo Oriente e pelo Ocidente" durante a Guerra Fria. 
Sob o sistema federal iugoslavo, cada república constituinte ou província autônoma sérvia tinha seu próprio registro de cidadãos e emitia uma variedade um tanto distinta de passaportes. Em particular, os passaportes iugoslavos emitidos na República Socialista da Macedônia foram impressos em macedônio e francês; os emitidos na República Socialista da Eslovênia foram impressos em esloveno e francês, em vez de servo-croata; os emitidos na Província Autônoma Socialista do Kosovo foram impressos em albanês, servo-croata e francês; os emitidos na Província Autônoma Socialista da Voivodina foram impressos em servo-croata, húngaro e francês. 
Após a dissolução da Iugoslávia, os passaportes foram emitidos de acordo com a Lei de Documentos de Viagem de Cidadãos Iugoslavos, que entrou em vigor em 26 de julho de 1996, embora o país tenha surgido em 1992. Eles eram azul-marinho e tinham duas inscrições em letras douradas: Савезна Република Југославија (República Federal da Iugoslávia) na parte superior e a palavra "passaporte" escrita em três idiomas: sérvio (escrita cirílica), inglês e francês na parte inferior, dividida pelo brasão. 
Todos os passaportes emitidos pela República Socialista Federativa da Iugoslávia tornaram-se inválidos em 1 de janeiro de 2002, mas após a reestruturação da República Federal da Iugoslávia na União Estatal da Sérvia e Montenegro em 2003, passaportes com o novo nome não foram emitidos devido à esperada dissolução da união, que acabou acontecendo em 2006. 
Após a independência de Montenegro, os cidadãos de Montenegro usaram o mesmo documento de viagem da Sérvia até 2008, a única diferença estava na autoridade emissora, neste caso, o Ministério do Interior de Montenegro. 
Todos os passaportes emitidos pela República Federal da Iugoslávia tornaram-se inválidos em 31 de dezembro de 2011. 

## Galeria

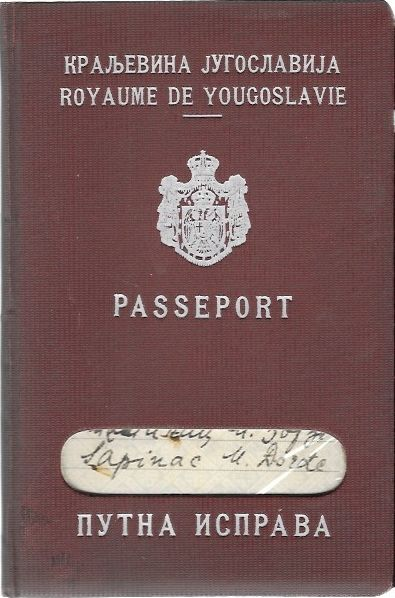
Passaporte do Reino da Iugoslávia
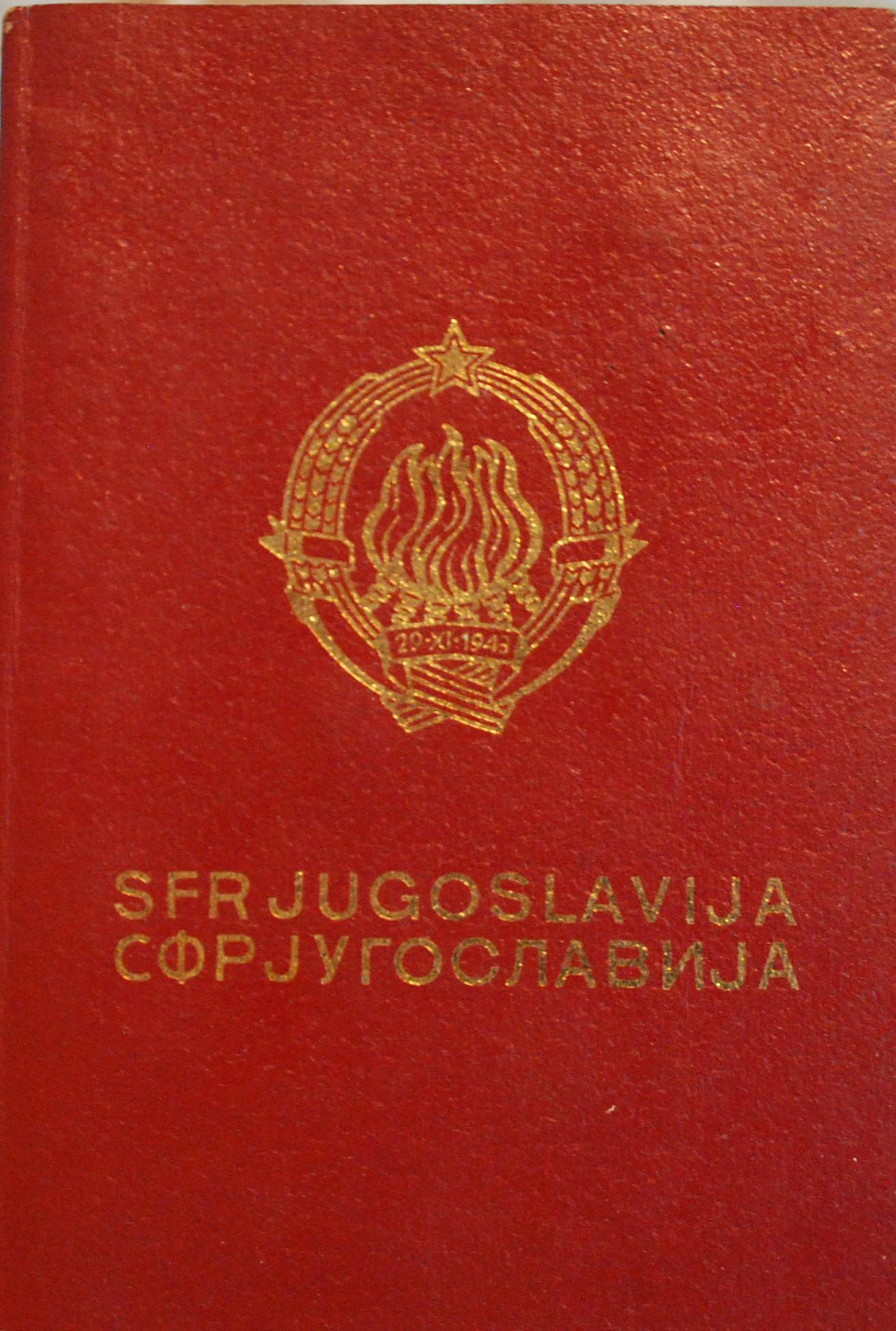
Passaporte da República Socialista Federativa da Iugoslávia
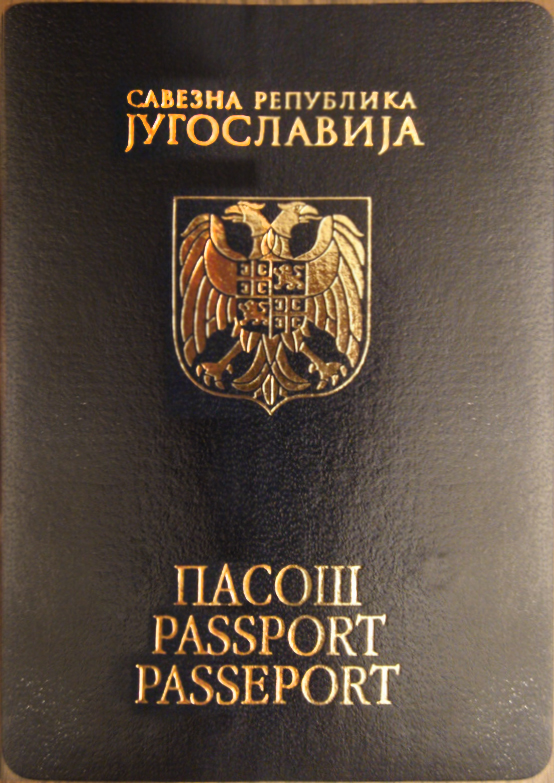
Passaporte da República Federal da Iugoslávia